# Kris Holmesová
Kris Holmesová (* 19. července 1950, Reedley, Kalifornie, USA) je americká typografka a animátorka.

## Život
Vyrůstala na farmě v městě Parlier v Kalifornii s pěti sourozenci. Chodila na základní školu Riverview Elementary School a poté na střední v Reedley. Její učitelé ji podporovali ve snaze dostat stipendium ke studiu na vysoké škole. Její rodiče nebyli tak nadšení z jejích akademických ambicích, ale ona na to nedala a pilně pracovala za svými cíli. Dostala se na Reed College v Portlandu v Oregonu, kde začala studovat v roce 1968 obor literatura. Absolvovala mimo jiné předměty moderního tance s Judy Masseovou, kaligrafie s Lloydem Reynoldsem a Robertem Paladinem a římské psaní štětcem s reverendem Edwardem Catichem. Během předmětu pantomimy se setkala se svým budoucím partnerem Charlesem Bigelowem.
Po dvou a půl letech ze školy kvůli ekonomickým důvodům odešla. Nenašla ovšem práci, která by ji naplňovala a tak se rozhodla získat učitelský certifikát na Portland State University. V Portandu se opět setkala s Bigelowem, když hledala práci v redakci novin Oregon Times. Bigelow pro ně pracoval v umělecké divizi a Holmesové nabídl místo asistentky. 
Stále měla ambice věnovat se tanci, roku 1975 se proto odstěhovala do New Yorku, kde navštěvovala taneční školu. Brzy zjistila, že taneční kariéra pro ní není vhodná. Ve městě sehnala práci, ve které se seznámila s vydavatelskou činností a chodila na večerní kurzy psaní Eda Benguita.
V roce 1976 se chtěl Bigelow věnovat navrhování písma, ale potřeboval partnera. Zavolal proto Holmesové a společně založili písmolíjnu Bigelow & Holmes. Vrátila se proto do Portlandu, začala učit na částečný úvazek na Portland State University a v portlandské Museum Art School. Roku 1979 se zúčastnila letního kurzu pořádaném Hermannem Zapfem na Rochester Institute of Technology. Bakalářský titul nakonec získala na Harvardu v roce 1982. Během tohoto studia pracovala v Compugraphic, kde získala zkušenosti s digitální fotosazbou. V témže roce pracovala i na návrhu písma pro vynálezce digitální sazby Rudolfa Hella.
Na konci 90. let se s Bigelowem vydala na Hawaii, studovat tamější kulturu, jazyk a rostliny. Právě rostliny ji inspirovaly poté při studiu na Kalifornské univerzitě v Los Angeles, kde si vybrala obor animace a získala magisterský titul Master of Fine Arts.

## Dílo
Kris Holmesová nachází inspiraci v historických skriptech. Když ji nějaké písmo zaujme, snaží se přijít na to, jakými tahy vzniklo a ne jen ho slepě obkreslit. Písma navrhovala společně se svým partnerem Charlesem Bigelowem.
V roce 2012 získala ocenění Frederic W. Goudy Awad za typografické počiny z Rochester Institute of Technology.

### Písma
- Leviathan (1979)
- Lucida (1985) – velmi rozsáhlá rodina písem, která byla vytvořena pro zobrazování a tištění při nízkých rozlišeních. Některé vybrané řezy jsou dostupné v rámci instalace Windows nebo Microsoft Office.[3] Má neproporcionální, kaligrafické, volně psané, matematické, serifové i neserifové varianty.
- Syntax Phonetic (1980, po vzoru Hanse Eduarda Meiera)
- Shannon (1982, s Janice Prescottovou)
- Baskerville (1982, pro Digiset)
- Caslon (1982, pro Digiset)
- Isadora (1983)
- Sierra (1983)
- Galileo (1987)
- Apple New York (1991)
- Apple Monaco (1991)
- Apple Chicago (1991)
- Apple Geneva (1991)
- Microsoft Wingdings (1992) – původně jako Lucida Arrows, Lucida Symbols a Lucida Icons.
- Apple Chancery (1994; Bitstream uvádí pod názvem Cataneo)
- Kolibri (1994)
- Go (2016) – vytvořeno pro programovací jazyk Go, má dvě varianty: neproporcionální egyptienku a proporcionální humanistické písmo.[4]

Lucida Bright
Lucida Calligraphy
Lucida Handwriting
Lucida Grande
Lucida Sans
Apple Monaco
Apple Chicago
Apple Geneva
Windows Wingdings 1
Windows Wingdings 2
Windows Wingdings 3

### Film
- Vavilov – scénář o životě ruského botanika Nikolaje Vavilova[5]
- La Bloomba – animace rozkvétajících květin, oceněna v soutěži filmů s rostlinnou tematikou Chlorofilms[6][7]